# Thalys PBA

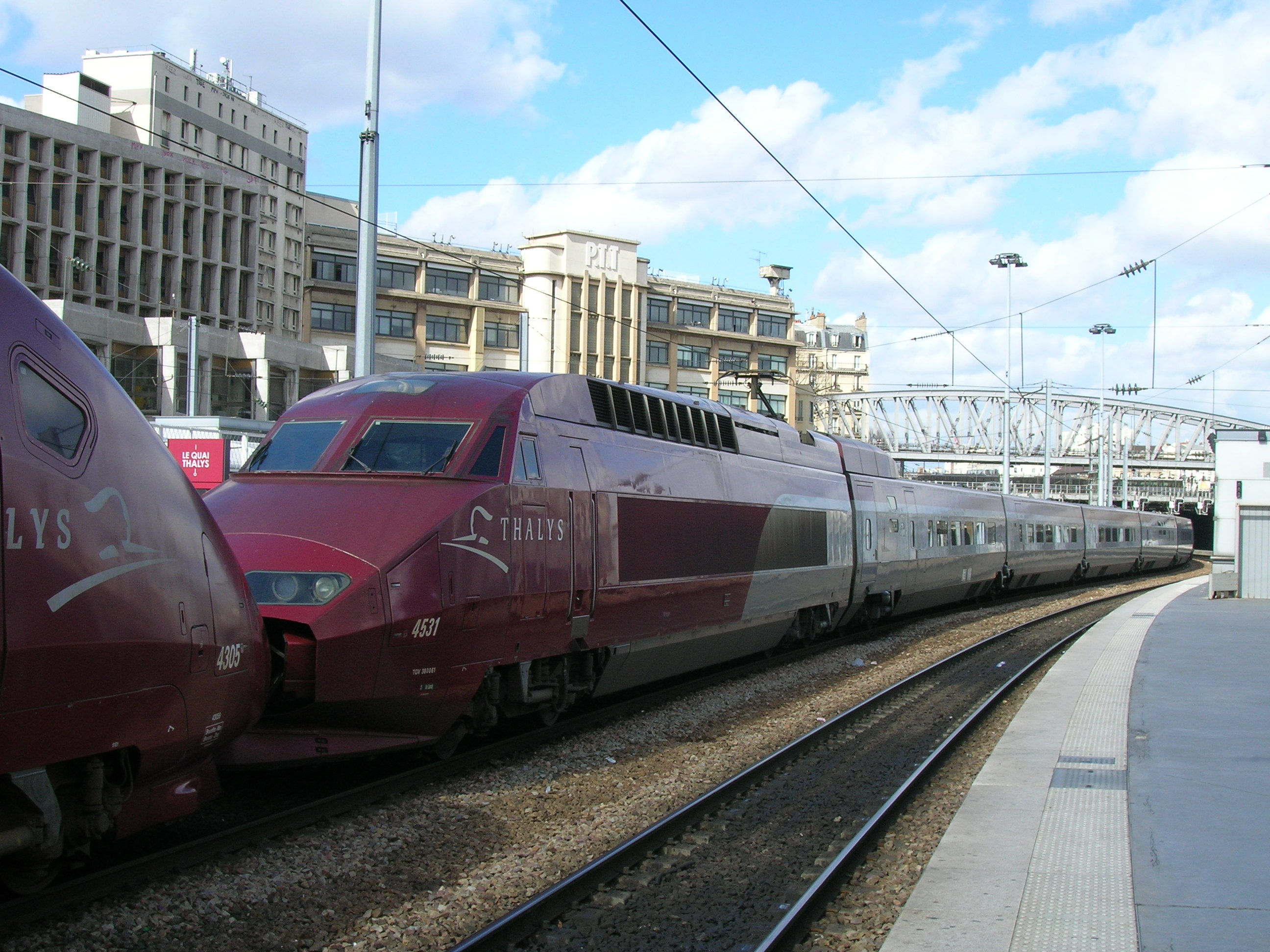
A szerelvények csatolva is közlekedhetnek

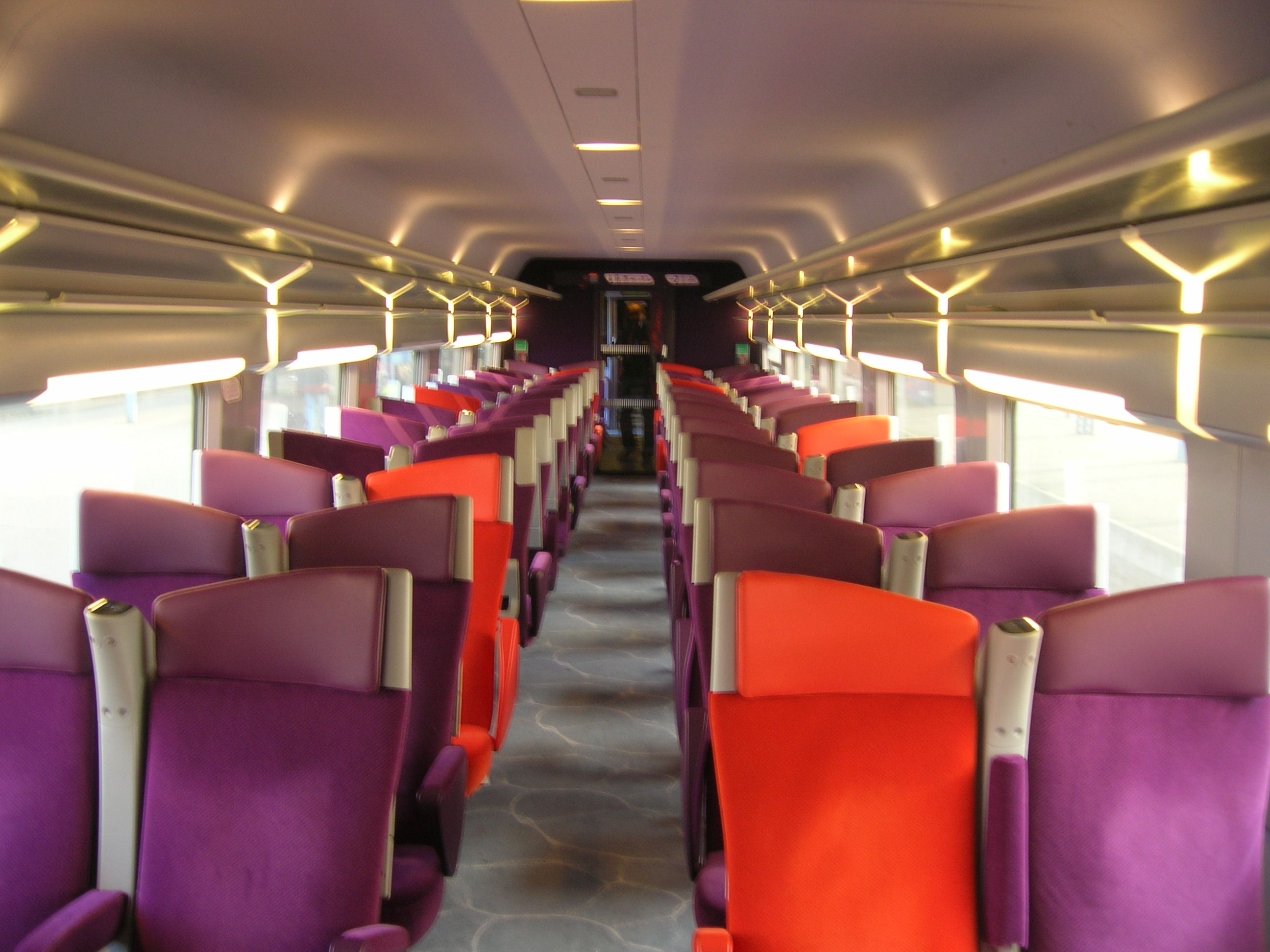
A felújított utastér

A Thalys PBA a francia TGV Réseau nagysebességű motorvonat módosított, nemzetközi változata, amit felszereltek a francia, holland és belga vasúti biztosítóberendezésekkel is. 1995 és 1996 között gyártotta az Alstom. Párizs – Brüsszel és Párizs – Amszterdam között közlekedik.

## Felújítása
Tíz év üzemidő és a holland nagysebességű vonal 2009. évi megnyitása a Thalys International számára elég okot jelentett, hogy a teljes járműflottáját felújítsa. 2009-ben készült el az első PBA a brüsszeli Vorst cégnél 1,85 millió euró/vonat áron. A 26 PBA vonatot közben átadták az SNCF-nek, ahol azokat 2010 év végéig teljesen új belsővel szerelik fel. Közben az összes vonatot arra is előkészítették, hogy azok műszakilag alkalmassá váljanak az Amszterdam–Köln nagysebességű vonalon történő felhasználásra 2009 decembertől. Mindegyik vonatot ERTMS-típusú vonatbefolyásoló rendszerrel látták el. Az új nagysebességű vonalakon Hollandiában és Belgiumban már az ETCS Level 2 rendszer szükséges. A munkálatok befejezése után 2-3 hetes próbaüzemre került sor, mielőtt az átalakított vonatok újra üzembe kerülhettek. 2009 végén a menetidő Amszterdamból és Kölnből Párizs felé 3 óra 15 percre, Brüsszel felé pedig 1 óra 45 percre csökkent. A korszerűsítést egy belga és egy francia vállalat végezte.
A vonatokon energiatakarékos világító diódák, fényvisszaverő festékekkel új ergonómiájú és kényelmesebb ülések lettek mindkét vonatosztályon beépítve. Javult a 220 V áram hozzáférése (ülőhelyenkénti csatlakozás). Továbbá busines lounge bevezetése, három különböző bár-festés, az eddigi egy hely helyett, két hely a kerekes székesek számára, környezetbarát textilanyagok (gyapjúvelúr), újra feldolgozható alumínium ülések kerültek alkalmazásra. A vonatban az utasok ízlésének megfelelően 3 különböző bár lesz. A vonatok külseje is megváltozik. A Thalys-flotta átalakítása az SNCF Lille-i műszaki központjában történt